# Császár
Császár é um município da Hungria, situado no condado de Komárom-Esztergom. Tem 67,81 km² de área e sua população em 2015 foi estimada em 1.878 habitantes.